# Herbert Hope
Herbert Willes Webley Hope, CB, CVO, DSO (* 26. Mai 1878 in Devonport, Devonshire; † 26. April 1968) war ein britischer Admiral. Er war zwischen 1928 und 1932 Präsident des Artillerieausschusses des Royal Arsenal in Woolwich.

## Leben

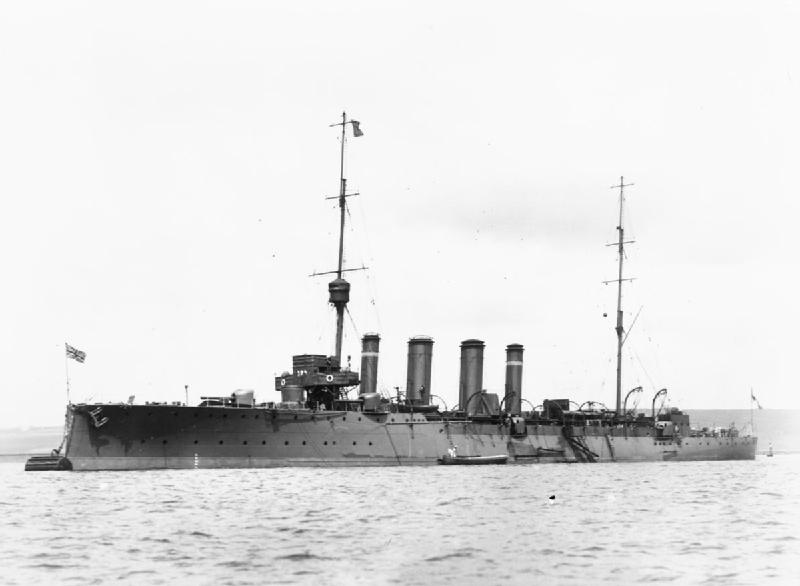
Hope war zwischen 1917 und 1920 Kommandant des Leichten Kreuzers Dartmouth.

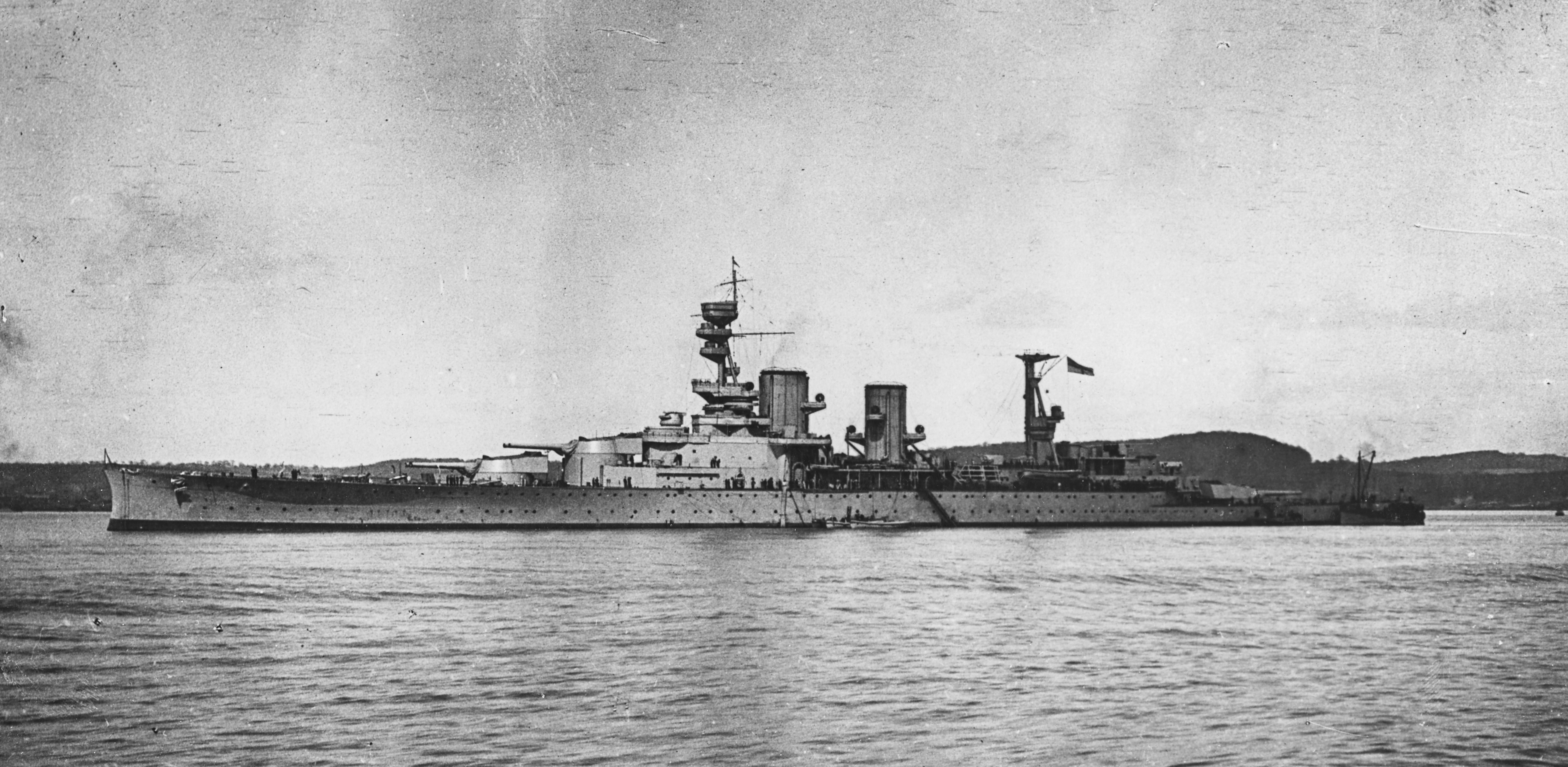
Hope fungierte zudem von 1924 bis 1926 als Kommandant des Schlachtkreuzers Repulse.

Herbert Willes Webley Hope war das jüngste von acht Kindern von Rear-Admiral Charles Webley Hope und dessen Ehefrau Ellen Evelyn Elizabeth Jordan. Zu seinen Geschwistern gehörten Charles William Webley Hope, der zeitweise High Sheriff von Cardiganshire war, George Price Webley Hope, der ebenfalls Admiral der Royal Navy war, William Henry Webley Hope, der als Lieutenant-Colonel der Royal Artillery diente, Adrian Victor Webley Hope, der als Colonel der Britisch-Indischen Armee Dienst versah. sowie John Owen Webley Hope, der als Provinzkommissar in der Kolonie Kenia fungierte. Bereits sein Großvater Charles Hope diente als Seeoffizier und war zuletzt Rear-Admiral.
Herbert Hope selbst absolvierte nach seinem Eintritt in die Royal Navy eine Offiziersausbildung und wurde am 15. Januar 1894 zum Midshipman befördert. Nach seinen weiteren Beförderungen zum Sub-Lieutenant am 15. Juli 1897 sowie zum Lieutenant fand er zahlreiche Verwendungen als Seeoffizier und Stabsoffizier. Seine Beförderung zum Commander folgte am 31. Dezember 1909. Er nahm am Ersten Weltkrieg teil und wurde am 30. Juni 1915 zum Captain befördert. Für seine Verdienste wurde er am 4. Juni 1917 zum Companion des Order of the Bath (CB) ernannt. Im letzten Kriegsjahr wurde er im Oktober 1917 Kommandant des Leichten Kreuzers Dartmouth und verblieb auf diesem Posten bis August 1920. Für seine Verdienste im Ersten Weltkrieg wurde er ferner 1919 mit dem Distinguished Service Order (DSO) ausgezeichnet.
Im Juni 1923 wurde Hope Chef des Stabes des Marinekommandos The Nore (Flag Captain/Chief of Staff, The Nore) und behielt dieses Amt bis Dezember 1924. Einen Monat zuvor übernahm er im November 1924 bereits den Posten als Kommandant des Schlachtkreuzers Repulse und hatte dieses Amt bis Juni 1926 inne. Für seine Verdienste wurde er am 16. Oktober 1925 auch Commander des Royal Victorian Order (CVO). Er wurde am 11. Juli 1926 zum Rear-Admiral befördert. 1926 wurde er zum Marineadjutanten (Naval Aide-de-camp) von König Georg V. ernannt und behielt diese Funktion bis 1936. Als solcher fungierte er des Weiteren zwischen 1928 und 1932 als Präsident des Artillerieausschusses (President of the Ordnance Committee) des Royal Arsenal in Woolwich. Am 1. April 1931 wurde er zum Vice-Admiral befördert. Darüber hinaus wurde er am 22. September 1931 auch Deputy Lieutenant (DL) von Cardiganshire, nachdem er zuvor bereits Friedensrichter (JP) dieser Grafschaft war. Er schied am 1. Januar 1936 aus dem aktiven Militärdienst und wurde mit seinem Eintritt in den Ruhestand zum Admiral befördert.
Hope heiratete am 16. September 1905 die am 17. Juni 1966 verstorbene Katherine Maria Antoinette Kewley, Tochter von Reverend Francis Kewley. Aus seiner Ehe gingen zwei Töchter hervor, Ellen Katherine Webley Hope und Jaqueline Elizabeth Webley Hope sowie der Sohn Adrian Price Webley Hope, der als Offizier in der British Army diente und zuletzt zum Major-General befördert wurde.